# PSFK Csernomorec Burgasz
A PSFK Csernomorec Burgasz (bolgárul: Черноморец Бургас), vagy röviden Csernomorec egy bolgár labdarúgócsapat, melynek székhelye Burgasz városában található.
Hazai mérkőzéseiket a 18037 fő befogadására alkalmas Lazur Stadionban játsszák.

## Történelem
A klubot 2005. július 6-án alapították. 2008-ban második helyen zártak az Intertotó-kupában.
A 2011–2012-es idényben szerzett negyedik helyükkel történetük legjobb eredményét érték el a bolgár első osztályban.

## Korábbi elnevezései
- 2005–2006: OFK Csernomorec 919
- 2006: PSFK Csernomorec Burgasz

## Sikerei
- Bolgár bajnokság („A” PFL):

4. hely (1): 2012
- Intertotó-kupa:

2. hely (1): 2008

## Eredményei

### Európaikupa-szereplés
| Szezon | Kupasorozat    | Forduló   | Nemzet    | Klub        | Hazai | Vendég | Összesítés |
| ------ | -------------- | --------- | --------- | ----------- | ----- | ------ | ---------- |
| 2008   | Intertotó-kupa | 2nd Round | Szlovénia | ND Gorica   | 1-1   | 2-0    | 3-1        |
| 2008   | Intertotó-kupa | 3rd Round | Svájc     | Grasshopper | 0-1   | 0-3    | 0-4        |

## Keret
2013. augusztus 22. állapotoknak megfelelően.
| #  |     | Poszt | Név                |
| -- | --- | ----- | ------------------ |
| 1  | BUL | K     | Nik Dashev         |
| 3  | BUL | V     | Trayan Trayanov    |
| 7  | BUL | CS    | Milcho Angelov     |
| 8  | BUL | KP    | Milen Gamakov      |
| 9  | BUL | CS    | Preslav Yordanov   |
| 10 | POR | KP    | Marquinho          |
| 11 | SEN | CS    | Mouhamed Soly      |
| 13 | ALG | KP    | Najib Ammari       |
| 14 | FRA | KP    | Jérémy Manzorro    |
| 15 | MKD | KP    | Vančo Trajanov (C) |
| 19 | BUL | KP    | Stanislav Dryanov  |
| 20 | BUL | KP    | Yani Pehlivanov    |
| 23 | POR | V     | Chico              |

| #  |              | Poszt | Név                             |
| -- | ------------ | ----- | ------------------------------- |
| 24 | BUL          | V     | Martin Kavdanski                |
| 25 | BUL          | V     | Krum Stoyanov                   |
| 26 | BUL          | KP    | Nikolay Pavlov                  |
| 30 | BUL          | KP    | Lachezar Baltanov (C-helyettes) |
| 32 | Burkina Faso | KP    | Issouf Ouattara                 |
| 43 | BUL          | K     | Yanko Georgiev                  |
| 44 | BUL          | V     | Venelin Filipov                 |
| 87 | POR          | KP    | Carlos Fonseca                  |
| 88 | BUL          | K     | Svilen Notev                    |
| 89 | BRA          | V     | Oliveira                        |
| 90 | BUL          | CS    | Petar Atanasov                  |
| 91 | FRA          | KP    | Oussama Mrabet                  |

## Külső hivatkozások
- Hivatalos honlap (bolgárul)
- Adatlapja az uefa.com-on (angolul)
- Legutóbbi eredményei a soccerway.com-on (angolul)